# Concerto pour piano et orchestre de Tippett
Le Concerto pour piano et orchestre est un concerto de Michael Tippett. Composé en 1953-55, il fut créé le 30 octobre 1956 par l'orchestre de Birmingham dirigé par Rudolf Schwarz avec Louis Kentner au piano.

## Analyse de l'œuvre
1. Allegro non troppo
2. Molto lento e tranquillo
3. Vivace